# We Steal Secrets: The Story of WikiLeaks
Pour plus de détails, voir Fiche technique et Distribution.
We Steal Secrets: The Story of WikiLeaks est un documentaire américain d'Alex Gibney sorti en 2013. Le film revient sur l'organisation WikiLeaks créée par Julian Assange.

## Fiche technique
- Titre original : We Steal Secrets: The Story of WikiLeaks
- Réalisation : Alex Gibney
- Musique : Will Bates
- Photographie : Maryse Alberti
- Montage : Andy Grieve
- Production : Alexis Bloom et Marc Shmuger

Producteurs délégués : Blair Foster et Jemima Khan
Producteur associé : Javier Alberto Botero
- Société de production : Universal Pictures
- Distribution :

 États-Unis : Focus World
- Genre : documentaire
- Durée : 130 minutes
- Pays d'origine :  États-Unis
- Format : couleur
- Dates de sortie[1] :

 États-Unis : 21 janvier 2013 (Festival du film de Sundance 2013), 24 mai 2013 (sortie limitée)

## Distribution
- Julian Assange
- Adrian Lamo

## Distinctions

### Récompenses
- Producers Guild of America Awards 2014 : meilleurs producteurs de film documentaire pour Alexis Bloom, Alex Gibney, Marc Shmuger
- 66e cérémonie des Writers Guild of America Awards : Prix Paul Selvin pour Alex Gibney

### Nominations
- Festival du film de Sundance 2013 : sélection hors compétition « Documentary Premieres »
- British Academy Film Awards 2014 : meilleur film documentaire